# Inguaribile e romantico
Inguaribile e romantico è un singolo del rapper italiano Ghemon, pubblicato il 6 novembre 2020 come unico estratto dalla riedizione del sesto album in studio Scritto nelle stelle.

## Descrizione
Si tratta di una nuova versione del brano, che si caratterizza per la partecipazione vocale della cantante italiana Malika Ayane.